# Чернуха (приток Кономы)
Чернуха (Ясинка) — река в России, протекает по Череповецкому и Шекснинскому районам Вологодской области. Устье реки находится в 22 км от устья Кономы по левому берегу. Длина реки составляет 12 км.
По берегам реки стоят деревни Заболотье, Фонино, Большие Стражи, Малые Стражи, Починок и Назаровская.

## Данные водного реестра
По данным государственного водного реестра России относится к Верхневолжскому бассейновому округу, водохозяйственный участок реки — Рыбинское водохранилище до Рыбинского гидроузла и впадающие в него реки, без рек Молога, Суда и Шексна от истока до Шекснинского гидроузла, речной подбассейн реки — Реки бассейна Рыбинского водохранилища. Речной бассейн реки — (Верхняя) Волга до Куйбышевского водохранилища (без бассейна Оки).
Код объекта в государственном водном реестре — 08010200412110000008246.